# Marcia Rodd
Marcia Rodd (Lyons, 8 luglio 1940) è un'attrice statunitense.
È attiva soprattutto in campo teatrale e ha recitato in numerosi musical, tra cui Il violinista sul tetto e Shelter, per cui è stata candidata al Tony Award alla miglior attrice protagonista in un musical nel 1973.

## Filmografia parziale

### Cinema
- Piccoli omicidi (Little Murders), regia di Alan Arkin (1971)
- Appuntamento con una ragazza che si sente sola (T.R. Baskin), regia di Herbert Ross (1971)
- Citizens Band, regia di Jonathan Demme (1977)
- Il segno degli Hannan (Last Embrace), regia di Jonathan Demme (1979)
- Un colpo da campione (The Scout), regia di Michael Ritchie (1994)

### Televisione
- Flamingo Road – serie TV, 4 episodi (1981)
- Trapper John (Trapper John, M.D.) – serie TV, 14 episodi (1980-1986)
- Autostop per il cielo (Highway to Heaven) – serie TV, episodio 1x23 (1985)
- La signora in giallo (Murder, She Wrote) – serie TV, episodi 2x14-4x13 (1986-1988)